# Registro Nacional de Lugares Históricos no Condado de Sumter (Geórgia)
Esta é uma lista de propriedades e distritos no Condado de Sumter, Geórgia, que estão listados no Registro Nacional de Lugares Históricos (NRHP).
Esta lista do National Park Service é atualizada por meio das listagens recentes do NPS publicadas em 20 de dezembro de 2024.

## Listagem atual
| [ 2 ] | Nome no Registro                                                                           | Imagem                                                 | Data de inscrição                   | Localização | Cidade ou vila | Descrição                                                                            |
| ----- | ------------------------------------------------------------------------------------------ | ------------------------------------------------------ | ----------------------------------- | --- | -------------- | ------------------------------------------------------------------------------------ |
| 1     | Distrito Histórico de Americus                                                             | Distrito Histórico de Americus                         | 1º de janeiro de 1976 (#76000648)   | Padrão irregular ao longo da Lee St. com extensões para Dudley St., trilhos de trem, Rees Park e Glessner St.; também E. Church St. e Cemitério Oak Grove 32° 04′ 02″ N, 84° 14′ 05″ O | Americus       | A Church St. e o cemitério representam um aumento de limite de 3 de setembro de 1979 |
| 2     | Sítio Histórico Nacional de Andersonville                                                  | Sítio Histórico Nacional de Andersonville Mais imagens | 16 de outubro de 1970 (#70000070)   | 1 milha a leste de Andersonville na GA 49 32° 12′ 23″ N, 84° 07′ 24″ O | Andersonville  | Local histórico nacional                                                             |
| 3     | Distrito Histórico de Ashby Street Shotgun Row                                             | Distrito Histórico de Ashby Street Shotgun Row         | 27 de junho de 1997 (#97000620)     | 207, 209, e 211 Ashby St. 32° 04′ 38″ N, 84° 13′ 39″ O | Americus       |                                                                                      |
| 4     | Capela da Igreja Metodista Episcopal Africana Campbell                                     | Capela da Igreja Metodista Episcopal Africana Campbell | 30 de setembro de 1997 (#97001195)  | 429 N. Jackson St. 32° 04′ 38″ N, 84° 14′ 01″ O | Americus       |                                                                                      |
| 5     | Armazém Dismuke                                                                            | Carregar imagem                                        | 7 de março de 1996 (#96000247)      | 505 N. Lee St. 32° 04′ 38″ N, 84° 13′ 56″ O | Americus       |                                                                                      |
| 6     | Casa de Guerry-Mitchell                                                                    | Carregar imagem                                        | 16 de junho de 1983 (#83000242)     | 723 McGarrah St. 32° 04′ 47″ N, 84° 14′ 16″ O | Americus       |                                                                                      |
| 7     | Parque Histórico Nacional Jimmy Carter                                                     | Parque Histórico Nacional Jimmy Carter Mais imagens    | 23 de dezembro de 1987 (#01000272)  | 300 N. Bond St. 32° 01′ 49″ N, 84° 25′ 06″ O | Plains         | administrado pelo National Park Service                                              |
| 8     | Liberty Hall                                                                               | Liberty Hall                                           | 25 de novembro de 1980 (#80001236)  | Sudeste de Americus na S. Lee St. 31° 57′ 02″ N, 84° 12′ 01″ O | Americus       |                                                                                      |
| 9     | Casa Lustron na Avenida Oak, 547                                                           | Carregar imagem                                        | 18 de março de 1996 (#96000209)     | 547 Oak Ave. 32° 03′ 48″ N, 84° 14′ 07″ O | Americus       |                                                                                      |
| 10    | Casa de Newman McBain                                                                      | Carregar imagem                                        | 8 de fevereiro de 1980 (#80001237)  | Sul de Americus na U.S. 19 32° 02′ 33″ N, 84° 15′ 13″ O | Americus       |                                                                                      |
| 11    | Fazenda Morgan                                                                             | Carregar imagem                                        | 26 de fevereiro de 1998 (#98000145) | 770 Old Dawson Rd. 31° 59′ 41″ N, 84° 16′ 56″ O | Smithville     |                                                                                      |
| 12    | Igreja Batista Nova Corinto                                                                | Carregar imagem                                        | 10 de agosto de 1998 (#98000928)    | 1178 Hooks Mill Rd. 32° 03′ 09″ N, 84° 01′ 21″ O | Americus       |                                                                                      |
| 13    | Distrito Histórico de Plains                                                               | Distrito Histórico de Plains                           | 28 de junho de 1984 (#84001220)     | Limitada aproximadamente pelas ruas Buena Vista Rd., Hospital, Clark, Main, Thomas, Paschal e Bond 32° 02′ 13″ N, 84° 23′ 41″ O                                                        | Plains         |                                                                                      |
| 14    | Teel-Crawford-Gaston Plantation                                                            | Carregar imagem                                        | 27 de outubro de 2004 (#04001188)   | 2154 GA 30 W 32° 08′ 40″ N, 84° 23′ 43″ O | Americus       |                                                                                      |
| 15    | Terceiro Distrito da Escola A & M - Distrito Histórico da Faculdade do Sudoeste da Geórgia | Carregar imagem                                        | 27 de setembro de 2007 (#07001002)  | 800 Wheatley St. 32° 03′ 28″ N, 84° 13′ 09″ O | Americus       |                                                                                      |
| 16    | Fazenda da família Webb                                                                    | Fazenda da família Webb                                | 5 de setembro de 1985 (#85001968)   | US 19 31° 56′ 44″ N, 84° 15′ 24″ O | Sumter         | Localização da casa principal - mais ao sul                                          |